# Heart's Delight (Swale)
Pour les articles homonymes, voir Heart's Delight.
Heart's Delight est un village du Kent, en Angleterre.